# 24 يونيو
- السبت
- الأحد
- الاثنين
- الثلاثاء
- الأربعاء
- الخميس
- الجمعة

- 314 ذو الحجة 1446  هـ
- 15 ذو الحجة 1446  هـ
- 26 ذو الحجة 1446  هـ
- 37 ذو الحجة 1446  هـ
- 48 ذو الحجة 1446  هـ
- 59 ذو الحجة 1446  هـ
- 610 ذو الحجة 1446  هـ
- 711 ذو الحجة 1446  هـ
- 812 ذو الحجة 1446  هـ
- 913 ذو الحجة 1446  هـ
- 1014 ذو الحجة 1446  هـ
- 1115 ذو الحجة 1446  هـ
- 1216 ذو الحجة 1446  هـ
- 1317 ذو الحجة 1446  هـ
- 1418 ذو الحجة 1446  هـ
- 1519 ذو الحجة 1446  هـ
- 1620 ذو الحجة 1446  هـ
- 1721 ذو الحجة 1446  هـ
- 1822 ذو الحجة 1446  هـ
- 1923 ذو الحجة 1446  هـ
- 2024 ذو الحجة 1446  هـ
- 2125 ذو الحجة 1446  هـ
- 2226 ذو الحجة 1446  هـ
- 2327 ذو الحجة 1446  هـ
- 2428 ذو الحجة 1446  هـ
- 2529 ذو الحجة 1446  هـ
- 261 محرم 1447  هـ
- 272 محرم 1447  هـ
- 283 محرم 1447  هـ
- 294 محرم 1447  هـ
- 305 محرم 1447  هـ
- 16 محرم 1447  هـ
- 27 محرم 1447  هـ
- 38 محرم 1447  هـ
- 49 محرم 1447  هـ

24 يونيو أو 24 حَزِيران أو 24 يونيه أو يوم 24 \ 6 (اليوم الرابع والعشرون من الشهر السادس) هو اليوم الخامس والسبعون بعد المئة (175) من السنوات البسيطة، أو اليوم السادس والسبعون بعد المئة (176) من السنوات الكبيسة وفقًا للتقويم الميلادي الغربي (الغريغوري). يبقى بعده 190 يوما لانتهاء السنة.

## أحداث
- 109 - الإمبراطور الروماني تراجان يدشن قناة تراجان، وهي قناة أنشئت لنقل الماء من «بحيرة براتشيانو» شمال غرب روما.
- 1374 - الاسكتلنديون يهزمون الإنجليز في معركة بانوكبيرن ويعلنون استقلال اسكتلندا.
- 1497 - جون كابوت يهبط بجزيرة نيوفاوندلاند الكندية، ليكون أول مستكشف أوروبي بعد الفايكنج ـ ينزل بهذه المنطقة من أمريكا الشمالية.
- 1529 - التوقيع على معاهدة سلام لإنهاء الحرب الأهلية في سويسرا.
- 1717 - تأسيس المحفل الماسوني الأول في لندن.
- 1839 - نشوب معركة نسيب بين الدولة العثمانية ووالي مصر محمد علي باشا والتي انتهت بهزيمة العثمانيين وفتحت الطريق أمام إبراهيم باشا للوصول إلى عاصمة دولة الخلافة لولا تدخل الدول الأوروبية الذي حال دون ذلك.
- 1859 - نشوب معركة سولفرينو بين فرنسا والنمسا والتي كانت السبب المباشر لتأسيس الصليب الأحمر على يد السويسري جان هنري دونانت.
- 1910 - غزت اليابان كوريا.
- 1926 - إجهاض محاولة انقلاب في إسبانيا ضد الدكتاتور بريمو دي ريفيرا.
- 1932 - استقلال وإعلان الدستور في تايلاند.
- 1963 - زنجبار تنال الحكم الذاتي تحت الوصاية الإنجليزية.
- 1965 - خلع حاكم إمارة الشارقة الشيخ صقر بن سلطان القاسمي، وتولي الشيخ خالد بن محمد القاسمي حكم الإمارة مكانه.
- 1977 - انتخاب حسن جوليد رئيسًا لجمهورية جيبوتي ليكون أول رئيس لها.
- 1978 - اغتيال رئيس الجمهورية العربية اليمنية أحمد حسين الغشمي عن طريق رسالة مفخخة نقلها له مبعوث رئيس جمهورية اليمن الديمقراطية الشعبية.
- 1983 - قطع العلاقات بين سوريا ومنظمة التحرير الفلسطينية.
- 1985 - مركبة الفضاء ديسكفري تنطلق وعلى متنها العربي الأمير سلطان بن سلمان.
- 1992 - عودة حزب العمل الإسرائيلي للحكم.
- 2010 - نائبة رئيس الحكومة الأسترالية جوليا غيلارد تتولى رئاسة الوزراء بعد تنحي رئيس الوزراء كيفن رود من منصبه في محاولة من حزب العمال الحاكم تجنب الهزيمة في الانتخابات العامة، وبذلك تصبح غيلارد أول امرأة تتولى رئاسة الوزراء في تاريخ أستراليا.
- 2012 - لجنة انتخابات الرئاسة المصرية تعلن فوز المرشح محمد مرسي برئاسة الجمهورية، ليكون أول رئيس لها بعد ثورة 25 يناير.
- 2016 - المملكة المتحدة تصوت لصالح خروجها من الاتحاد الأوروبي، ورئيس الوزراء البريطاني ديفيد كاميرون أعلن أنه سيستقيل من منصبه في أكتوبر المقبل.
- 2017 - صدق الرئيس المصري عبد الفتاح السيسي على اتفاقية ترسيم الحدود البحرية بين مصر والسعودية لتصبح بمقتضاها جزيرتي تيران وصنافير تابعتان للمملكة العربية السعودية.
- 2018 -
  - الإعلان عن فوز الرئيس التُركي رجب طيب أردوغان بِولايةٍ رئاسيَّةٍ ثانية بعد أن حصد ما نسبته 52.59% من أصوات الناخبين في الانتخابات الرئاسيَّة المُبكرة.
  - السلطات السعودية تعلن رسميا رفع حظر قيادة المرأة السعودية للسيارة.
- 2019 - اختيار مدينتي ميلانو وكورتينا دامبيدزو لاستضافة كُلٍ من الألعاب الأولمبية الشتوية 2026 والألعاب البارالمبيَّة الشتويَّة.
- 2022 - المحكمة العليا في الولايات المتحدة تُصدر حُكمًا في قضية دوبس ضد منظمة جاكسون مُفاده أن دستور الولايات المتحدة لا يُعطي أي حق للإجهاض.

## مواليد
- 1753 - وليام هال، حاكم مقاطعة ميشغان (ولاية ميشيغان حالياً)، وبراغادير جنرال في الجيش الأمريكي.
- 1850 - اللورد هربرت كتشنر، قائد عسكري بريطاني.
- 1883 - فيكتور هس، عالم فيزياء نمساوي حاصل على جائزة نوبل في الفيزياء عام 1936.
- 1888 - غيريت ريتفيلد، مهندس معماري ومصمم هولندي.
- 1895 - جاك دمبسي، ملاكم أمريكي.
- 1916 - سلوى روضة شقير، فنانة تشكيلية لبنانية.
- 1918 - صلاح نظمي، ممثل مصري.
- 1924 - ميلاد حنا، مهندس ومفكر سياسي مصري.
- 1927 -
  - مارتن بيرل، عالم فيزياء بولندي حاصل على جائزة نوبل في الفيزياء عام 1995.
  - جون والتون، سياسي أسترالي.
- 1954 - أحمد عبد العزيز، ممثل مصري.
- 1959 - ميشال فرعون، سياسي ورجل أعمال لبناني.
- 1961 - إيان غلين، ممثل اسكتلندي.
- 1965 - تغريد فهمي، ممثلة مصرية.
- 1966 - أدريان شيلي، ممثلة أمريكية.
- 1969 - ثابو منغوميني، لاعب كرة قدم جنوب أفريقي.
- 1978 -
  - لويس غارسيا، لاعب كرة القدم إسباني.
  - خوان رومان ريكيلمي، لاعب كرة قدم أرجنتيني.
  - شونسوكي ناكامورا، لاعب كرة قدم ياباني.
- 1980 - سيسينهو، لاعب كرة قدم برازيلي.
- 1982 - كيفن نولان، لاعب كرة قدم إنجليزي.
- 1987 -
  - غادة الزدجالي، ممثلة عُمانية.
  - ليونيل ميسي، لاعب كرة قدم أرجنتيني.
- 1991 - معتز عيسى برشم، لاعب قوى قطري.
- 1992 - ديفيد ألابا، لاعب كرة قدم نمساوي.

## وفيات
- 1676 - فرانسوا دو بوسكيه، أسقف فرنسي.
- 1768 - ماريا ليزينسكا، زوجة الملك لويس الخامس عشر ملك فرنسا.
- 1908 - جروفر كليفلاند، رئيس الولايات المتحدة الثاني والعشرون والرابع والعشرون.
- 1976 - منصور بن ناصر الفارسي، فقيه وقاضي إباضي وشاعر وكاتب عماني.
- 1978 - أحمد حسين الغشمي، رئيس الجمهورية العربية اليمنية الرابع.
- 2000 - حنا بطاطو، مؤرخ فلسطيني.
- 2007 - كريس بنوا، مصارع كندي.
- 2012 -
  - يوسف داوود، ممثل مصري.
  - ميكي روكي، لاعب كرة قدم إسباني.
- 2013 - جمال قعوار، شاعر ولغوي فلسطيني-إسرائيلي.
- 2021 - بنيغنو آكينو، سياسي فلبيني تولَّى رئاسة جمهورية بلاده (2010 - 2016).

## أعياد ومناسبات
- عيد منتصف الصيف في إنجلترا.

## وصلات خارجية
- وكالة الأنباء القطريَّة: حدث في مثل هذا اليوم.
- النيويورك تايمز: حدث في مثل هذا اليوم.
- BBC: حدث في مثل هذا اليوم.